# Salome (discepola di Gesù)
Salome (... – I secolo) conosciuta anche come Maria Salome, è stata una discepola di Gesù. Moglie di Zebedeo (Matteo 20,20;27,56), fu la madre di Giacomo il Maggiore e Giovanni (3,17). L'Evangelista Matteo ricorda che ella chiese a Gesù di far sedere i suoi figli alla sua destra ed alla sua sinistra. I Vangeli ricordano la sua presenza ai piedi della Croce, con Maria e Giovanni, attribuendole quindi il ruolo di testimone diretta della morte di Cristo. Salome fu presente anche alla deposizione e tumulazione di Cristo, e, soprattutto, è una delle tre Marie che la mattina di Pasqua, recandosi al Sepolcro, fu prima testimone della Risurrezione insieme alla Maddalena ed a Maria di Cleofa. Secondo una tradizione consolidata, era anche la suocera di Simon Pietro.

## Salome nei Vangeli
In base a quanto detto nel Vangelo di Matteo, Salome, sulla via di Gerusalemme, chiese a Gesù: «Fai, o Signore, che i miei figli siedano nel tuo Regno uno alla tua destra ed uno alla tua sinistra» (Matteo 20,20-24); invece, nel Vangelo secondo Marco (Mc10,35-41), sono i soli figli che formulano tale richiesta e gli esegeti dell'interconfessionale Bibbia TOB rilevano come "nel racconto parallelo di Mc10,35 non è la madre dei figli di Zebedeo, ma sono questi stessi che soli si avvicinano a Gesù".
Salome, insieme a Maria madre di Giacomo il Minore e a Maria Maddalena, era una delle donne presenti alla croce (Marco 15,40; Matteo 27,56); esse vengono tradizionalmente indicate come "le Tre Marie". Insieme la mattina di Pasqua esse si recarono alla tomba di Gesù scoprendo la sua Resurrezione. Esse «stavano ad osservare dove veniva deposto» (Marco 15,47) e trascorso il sabato, «comprarono oli aromatici per andare ad imbalsamare Gesù» (Marco 16,1). Furono le prime a ricevere l'annuncio della resurrezione e l'incarico di diffondere la buona notizia. 
L'esame sinottico di Vangelo secondo Matteo 27,56 e Vangelo secondo Marco 15,40, che come Vangelo secondo Giovanni 19,25 descrive le donne presenti alla passione di Gesù, porta a identificare Salome come la madre dei figli di Zebedeo.
|               | Vangelo secondo Matteo | Vangelo secondo Marco | Vangelo secondo Luca | Vangelo secondo Giovanni |
| ------------- | --- | --- | --- | --- |
| Crocifissione | C'erano anche là molte donne che stavano a osservare da lontano; esse avevano seguito Gesù dalla Galilea per servirlo. Tra costoro Maria di Màgdala, Maria madre di Giacomo e di Giuseppe, e la madre dei figli di Zebedèo (27,55-56) | C'erano anche alcune donne, che stavano ad osservare da lontano, tra le quali Maria di Màgdala, Maria (madre) di Giacomo il minore e di Ioses, e Salome (15,40)                                                         | Tutti i suoi conoscenti assistevano da lontano e così le donne che lo avevano seguito fin dalla Galilea, osservando questi avvenimenti (23,49) | Stavano presso la croce di Gesù sua madre, la sorella (cognata) di sua madre, Maria di Clèofa e Maria di Màgdala (19,25)                                             |
| Risurrezione  | Passato il sabato, all'alba del primo giorno della settimana, Maria di Màgdala e l'altra Maria andarono a visitare il sepolcro (28,1)                                                                                                 | Passato il sabato, Maria di Màgdala, Maria di Giacomo e Salome comprarono oli aromatici per andare a imbalsamare Gesù. Di buon mattino, il primo giorno dopo il sabato, vennero al sepolcro al levar del sole. (16,1-2) | Il primo giorno dopo il sabato, di buon mattino, si recarono alla tomba, portando con sé gli aromi che avevano preparato. (...) Erano Maria di Màgdala, Giovanna e Maria di Giacomo. Anche le altre che erano insieme lo raccontarono agli apostoli (24,1-10) | Nel giorno dopo il sabato, Maria di Màgdala si recò al sepolcro di buon mattino, quand'era ancora buio, e vide che la pietra era stata ribaltata dal sepolcro (20,1) |

## Nei vangeli apocrifi

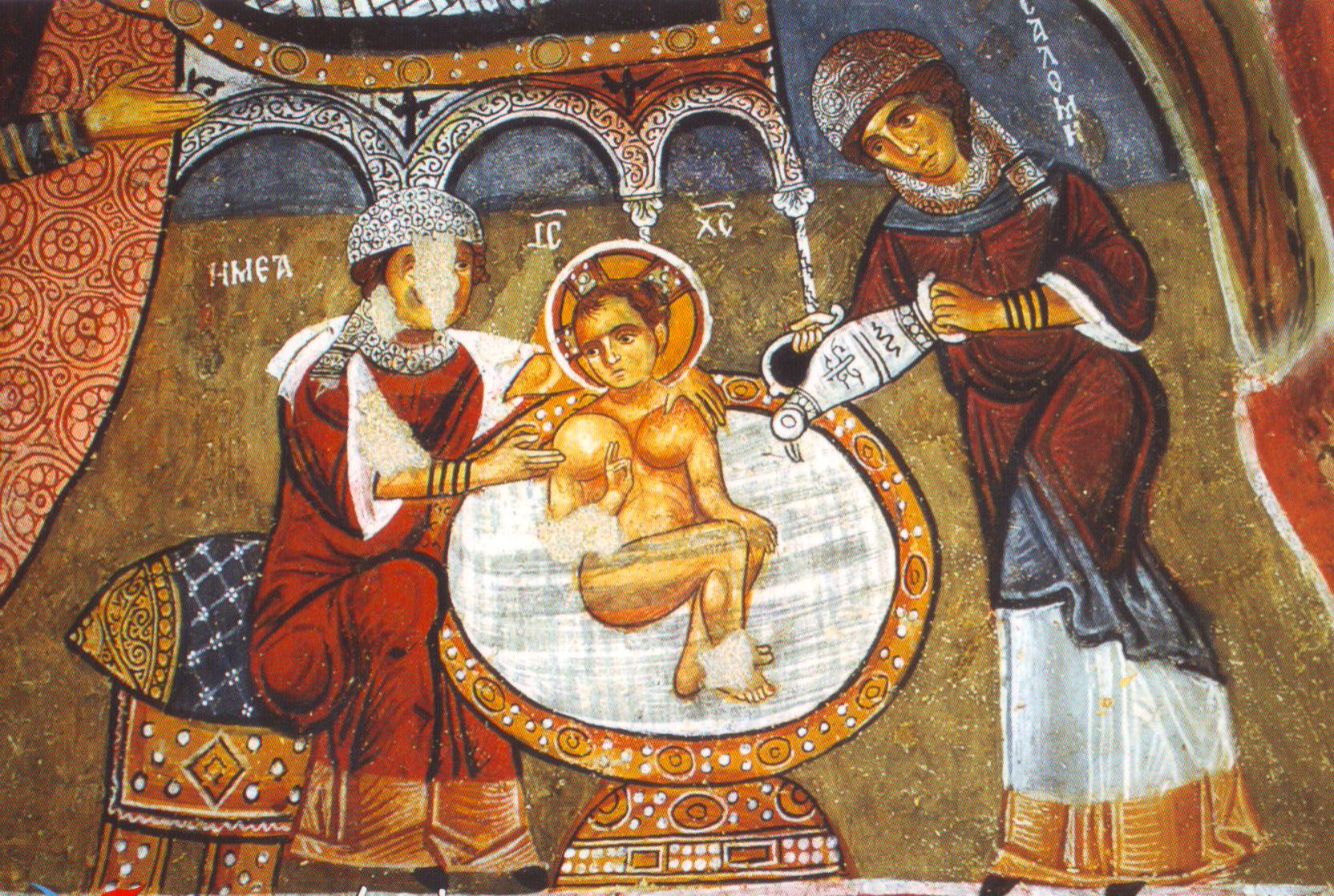
Salome (a destra) e l'ostetrica (a sinistra) lavano Gesù Bambino, secondo la narrazione degli Apocrifi

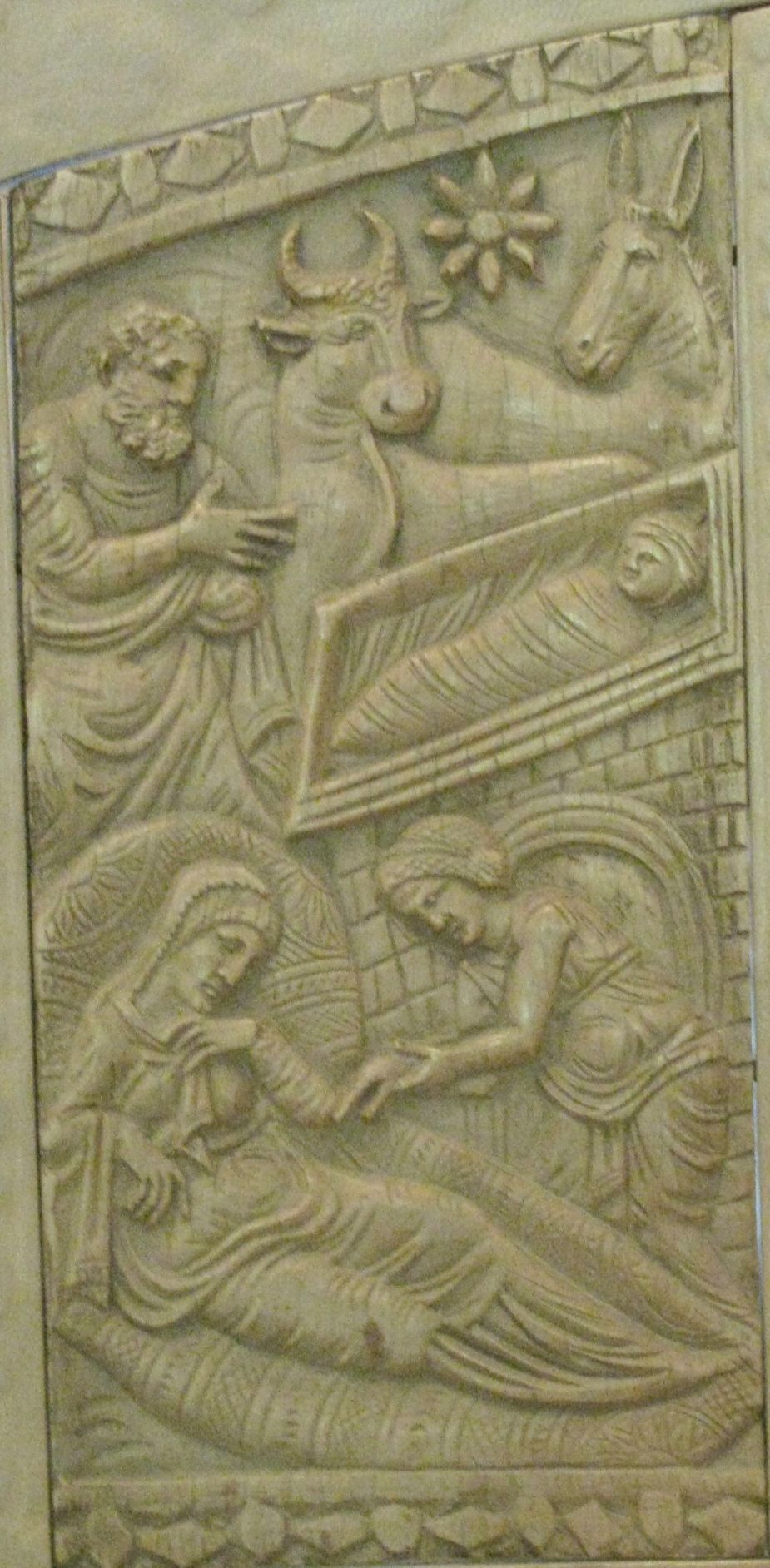
Salome "prova" la verginità di Maria e la sua mano rimane rattrappita (dal Protovangelo di Giacomo)

Salome compare nel Vangelo apocrifo conosciuto come Protovangelo di Giacomo insieme a un'anonima ostetrica durante la nascita di Gesù, ed è regolarmente raffigurata come tale nelle icone ortodosse orientali della scena, mentre è da tempo scomparsa dalla maggior parte delle rappresentazioni occidentali.
[19,2] Si fermarono al luogo della grotta ed ecco che una nube splendente copriva la grotta. La ostetrica disse: "Oggi è stata magnificata l'anima mia, perché i miei occhi hanno visto delle meraviglie e perché è nata la salvezza per Israele". Subito dopo la nube si ritrasse dalla grotta, e nella grotta apparve una gran luce che gli occhi non potevano sopportare. Poco dopo quella luce andò dileguandosi fino a che apparve il bambino: venne e prese la poppa di Maria, sua madre. L'ostetrica esclamò: "Oggi è per me un gran giorno, perché ho visto questo nuovo miracolo".
[19,3] Uscita dalla grotta l'ostetrica si incontrò con Salome, e le disse: "Salome, Salome! Ho un miracolo inaudito da raccontarti: una vergine ha partorito, ciò di cui non è capace la sua natura". Rispose Salome: "(Come è vero che) vive il Signore, se non ci metto il dito e non esamino la sua natura, non crederò mai che una vergine abbia partorito".
[20,1] Entrò l'ostetrica e disse a Maria: "Mettiti bene. Attorno a te, c'è, infatti, un non lieve contrasto". Salome mise il suo dito nella natura di lei, e mandò un grido, dicendo: "Guai alla mia iniquità e alla mia incredulità, perché ho tentato il Dio vivo ed ecco che ora la mia mano si stacca da me, bruciata".
[20,2] E piegò le ginocchia davanti al Signore, dicendo: "Dio dei miei padri, ricordati di me che sono stirpe di Abramo, di Isacco e di Giacobbe. Non fare di me un esempio per i figli di Israele, ma rendimi ai poveri. Tu, Padrone, sai, infatti, che nel tuo nome io compivo le mie cure, e la mia ricompensa la ricevevo da te".
[20,3] Ed ecco apparirle un angelo del Signore, dicendole: "Salome, Salome! Il Signore ti ha esaudito: accosta la tua mano al bambino e prendilo su, e te ne verrà salute e gioia".
[20,4] Salome si avvicinò e lo prese su, dicendo: "L'adorerò perché a Israele è nato un grande re". E subito Salome fu guarita e uscì dalla grotta giustificata. Ed ecco una voce che diceva: "Salome, Salome! Non propalare le cose meravigliose che hai visto, sino a quando il ragazzo non sia entrato in Gerusalemme".»
Che Salome sia la prima, dopo la levatrice, a testimoniare la nascita e a riconoscere Gesù come il Cristo, sono circostanze che tendono a collegarla con la Salomè discepola di Gesù. Con il Medioevo questa Salome è stata spesso identificata con Maria Salome in Occidente, e quindi considerata come la levatrice credente.

## Nelle tradizioni successive
Esiste un'altra tradizione secondo la quale, per via delle persecuzioni contro i Cristiani seguite alla morte di Gesù, le tre Marie furono arrestate ed imbarcate su una nave senza remi e senza vele, la quale, guidata dalla Provvidenza, raggiunse le rive della Provenza, in Francia. Il luogo dello sbarco è ancora oggi ricordato nel paesino di Saintes-Maries-de-la-Mer, dove sorge una chiesa a loro dedicata. Il rinvenimento delle presunte reliquie delle tre sante ebbe luogo nel paesino citato, verso la fine della prima metà del XV secolo, alla presenza del legato pontificio cardinale Pietro di Foix, del re di Napoli Renato I e della sua consorte regina Isabella.
Secondo un'ulteriore tradizione, santa Salome arrivò in Italia, nei pressi di Veroli nel Lazio, in un anno imprecisato insieme a san Demetrio e san Biagio. Stanca del viaggio, trovò ospitalità presso un pagano, che convertì e battezzò chiamandolo Mauro. Morì sei mesi dopo, il 3 luglio. Mauro raccolse le spoglie per la sepoltura in un'urna di pietra dove incise Hac sunt reliquiae B. Mariae Matris apostolorum Jacobi et Joannis. Per paura di subire il martirio, si nascose con l'urna nella spelonca di Paterno, morendovi tre giorni dopo. Tempo dopo, alcuni pagani rinvennero l'urna e, credendo di trovarvi un tesoro, restarono delusi di avervi trovato solamente delle ossa e le gettarono sulla piazza del paese. Un uomo, che aveva letto la scritta sull'urna, si recò di notte sulla piazza a recuperare le ossa, che avvolse in una stoffa e pose in una nuova urna. Egli morì prima di poter tornare in patria e le ossa restarono sotto una rupe, dov'erano state nascoste. Nel 1209, un anziano di nome Tommaso trovò il corpo dell'uomo. Di notte sognò san Pietro sotto braccio a Maria Salome, i quali gli confidarono dove trovare le sante reliquie. Il ritrovamento avvenne il 25 maggio, e l'avvenimento fu solennizzato dal vescovo di Penne, dall'abate di Casamari e dall'abate di Sant'Anastasia a Roma. Mentre i prelati mostravano le ossa alla folla, da una tibia sgorgò sangue vivo e si gridò al miracolo. La testa e le braccia furono rilegate in teche preziose e conservate nella Cattedrale, al contrario delle altre ossa, che furono custodite dentro l'altare dell'oratorio edificato sul luogo del rinvenimento. Presto il piccolo oratorio fu sostituito da un'imponente basilica, poi eretta a concattedrale.

## Culto
Il Martirologio romano la ricorda il 24 aprile assieme a santa Maria di Cleofa. È venerata anche con il nome di santa Maria Salome il 22 ottobre. 
Il suo corpo è sepolto a Veroli, nella basilica a lei dedicata, ove è festeggiata come patrona il 25 maggio, anniversario del rinvenimento dei resti avvenuto nel 1209. Castelliri venera santa Maria Salome quale patrona, festeggiandola il 22 ottobre (o comunque la prima domenica dopo il 22 ottobre). È inoltre patrona della Diocesi di Frosinone-Veroli-Ferentino.